# ビリー・ウェスト (俳優)

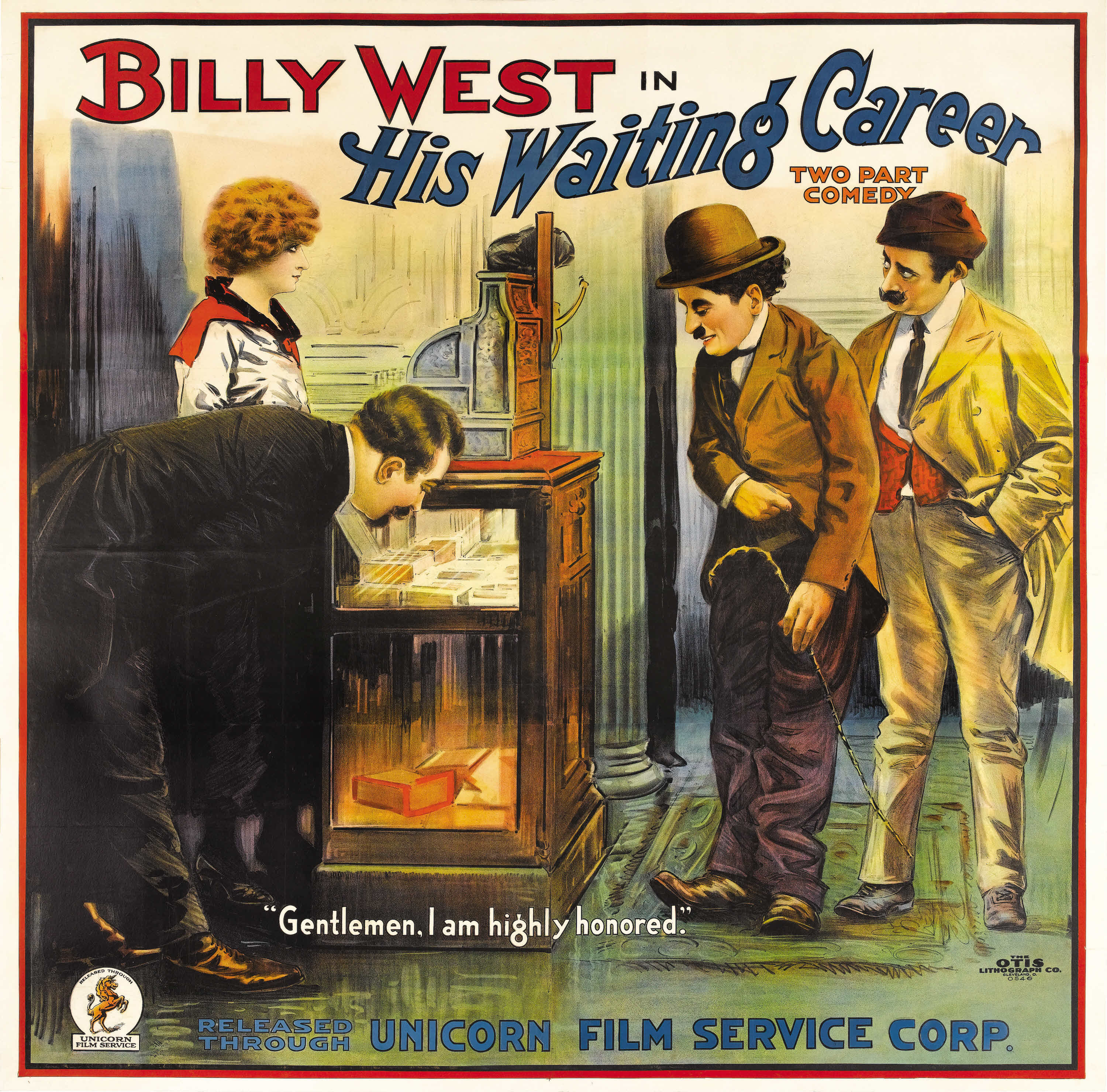
His Waiting Career (1920)

ビリー・ウェスト（Billy West, 1892年9月22日 - 1975年7月21日）は、ロシア帝国出身でアメリカ合衆国の俳優、コメディアン、映画監督、プロデューサー。サイレント映画全盛期に活躍した俳優の一人であるが、それ以上に、喜劇王チャールズ・チャップリンの模倣者として最も成功した人物として映画の歴史に名前をとどめている。

## 生涯
ビリー・ウェスト、本名ロイ・B・ヴァイスブルクは1892年9月22日、ロシア帝国に生まれるが、詳細な出生地は不明。生年に関しては1893年説もある。移民としてアメリカに渡ったあと、1909年ごろに初めてヴォードヴィルの舞台に立つ。やがてキング・ビー社と契約して映画界に進出し、チャップリンの模倣映画を含む様々な作品に出演する。1920年代に入るとアーロウ社に移り短編のコメディに出演し続けるが、1930年代半ばからは映画出演から離れてコロンビア ピクチャーズで助監督を務める傍ら、コロンビア・グリルの支配人を務めた。ビリーは1975年7月21日にハリウッドにおいて心臓発作のため82歳で亡くなり、ロサンゼルスのフォレスト・ローン記念公園墓地に埋葬されている。

## チャップリンの模倣者
1914年にキーストン社から映画デビューを果たしたチャップリンは、紆余曲折と試行錯誤を繰り返しながらもその名声を高め、特にキーストン社での2作目『ヴェニスの子供自動車競走』で初めて観客が目にすることになった「チャーリー」の扮装も含めてチャップリン人気は高騰するばかりであり、関連商品も多数発売されて1916年には世界中の人気者となっていった。しかし、沸騰する一方のチャップリン人気は、その一方で歓迎されない副産物も生み出していた。その副産物とは「チャップリンの模倣者」であった。
チャップリン研究家の大野裕之の分類ではチャップリンの模倣者は大きく分けて二通りの種類があり、「チャップリンの物真似をしている」と公言している者と「私こそが『チャーリー』のオリジナルで、チャップリンこそ模倣者」と主張する者に分けられる。チャップリンは前者は宣伝活動に活用するなどして寛大に接したが、後者に対しては訴訟攻めで対抗した。後者の中身は様々であり、例えばフレッド・カーノー劇団においてチャップリンの先輩俳優であったビリー・リッチーは「1887年から『チャーリー』の扮装をしていた」と主張し、のちにヘンリー・レアマンに誘われてL-KO社専属となってからはレアマンの指示でチャップリンの模倣を行っていた。ほかにもカーノー劇団におけるチャップリンの後輩俳優で、のちに「ローレル&ハーディ」で一世を風靡するスタン・ローレルもチャップリンの模倣を行い（ただし、模倣ではなく両者の扮装が共に英国の寄席芸人のパターンに則っている、という説もある）、同じくカーノー劇団出身のジミー・オーブリーにも「チャーリー」に似た扮装で演じている作品がある。チャップリン、バスター・キートンと並び称せられる喜劇俳優ハロルド・ロイドが演じたキャラクター「ウィリーワーク（Willie Work）」「ロンサム・リューク（Lonesome Luke）」もチャップリンの模倣であった。チャップリンの模倣者はアメリカのみならず他の国にも存在しており、例えばメキシコには「チャーリー・アップリン」、ドイツには「チャーリー・カップリン」と称する名前まで模倣する者がいた。チャーリー・チェイス監督の『ここに停めるな（Don't Park Here）』（1919年）では、ハリー・マンとモンティ・バンクスの2人がそれぞれチャップリンの模倣キャラクターを演じている。後年のことになるが、日本でも、喜劇映画監督の斎藤寅次郎は、チャップリンをパロディ化した『チャップリンよなぜ泣くか』（1932年）を作り、主演の小倉繁は「和製チャップリン」と呼ばれた。内田吐夢も、『舶来頓珍漢』においてチャップリンの扮装で主演した。
ビリーがチャップリンの模倣を実行した背景についてははっきりとしたことは分からないが、シカゴのヴォードヴィルで初めてチャップリンの模倣を行い、それが映画関係者の目に留まって映画においてもチャップリンの模倣をするようになった。ビリーによるチャップリンの模倣は他の模倣者とは一線を画しており、「チャーリー」の扮装や髪型はもちろんのこと、左利きの猛訓練を行うなど容貌のみならず仕草までも徹底的にチャップリンに似せた。ビリーはさらに自身の作品における脇役の人物設定やプロットも模倣し、「ローレル&ハーディ」でのローレルの相方オリヴァー・ハーディをチャップリン作品における巨漢の悪玉役に固定して配したばかりか、チャップリン作品の主要な共演者の一人であったレオ・ホワイトを出演させるという徹底ぶりであった。作品やギャグの模倣も行い、キーストン社時代の初期のチャップリン作品からストーリー設定などが多く模倣されている。このように、ビリーによる模倣ぶりは尋常なものではなく、ビリー出演作が「チャップリンの未発表初期映画」と勘違いされて紹介されたり、「チャップリンの既存作」と勘違いされて放送されることもままあった。ネット時代に入っても、模倣作の一つ『His Day Out』（1918年）がチャップリン出演作のうちフィルムが現存していない『彼女の友人である追いはぎ』と間違えられてYouTubeなどにアップロードされるなど、ビリーの巧みな模倣に騙される人物が21世紀に入っても少なからずいる。なお、ビリーとチャップリンの見分け方は顔の輪郭であり、ビリーの方が顔が四角い。
次から次に湧き出てくる悪質な模倣者に業を煮やしたチャップリンは、1917年11月、模倣者と模倣者を作品に出演させている映画会社に対して「映画界始まって以来もっとも広範囲な」訴訟を起こす。訴訟の大まかな内容は「将来にわたるチャップリンの模倣の禁止」、「チャップリン出演作に似せた作品の上映禁止」および25万ドルにおよぶ損害賠償であり、多くの模倣者はこれで息絶えることとなった。ところが、この訴訟攻めはビリーを含む幾人かの模倣者には通用しなかった。ビリー自身は裁判でキャラクターの違いを主張して「生き永らえる」ことができ、訴訟以降も4年にわたってチャップリンの模倣を継続した。しかし、ビリーによるチャップリンの模倣は、やがて訴訟によらない形で自然消滅することとなる。
1918年、自前の撮影所であるチャップリン・スタジオを完成させたチャップリンはファースト・ナショナルと契約し、ファースト・ナショナル時代の第1作『犬の生活』で「チャーリー」像を確立させ、1921年の『キッド』で「笑い」に加えて「涙」も兼ね備えたチャップリンの流儀によるコメディを確立させた。一方、ビリーは『キッド』と同じ1921年にいたっても相変わらず模倣作を製作するが、この時期の作品でビリーが模倣したのは、チャップリンのミューチュアル社時代の最終作である『チャップリンの冒険』（1917年）であった。ビリーが『犬の生活』や『担へ銃』、『キッド』などといった新しい作品ではなく古い作品を模倣した背景は定かではないが、大野は『犬の生活』以降のチャップリン作品のレベルがもはや他者に模倣できないほどの高みにあり、『チャップリンの冒険』はビリーに模倣できた最後のチャップリン作品であると推測している。以降のビリーはチャップリンの模倣を事実上やめ、ストロー・ハットをかぶったキャラクターを演じることとなった。

## 主な出演作品

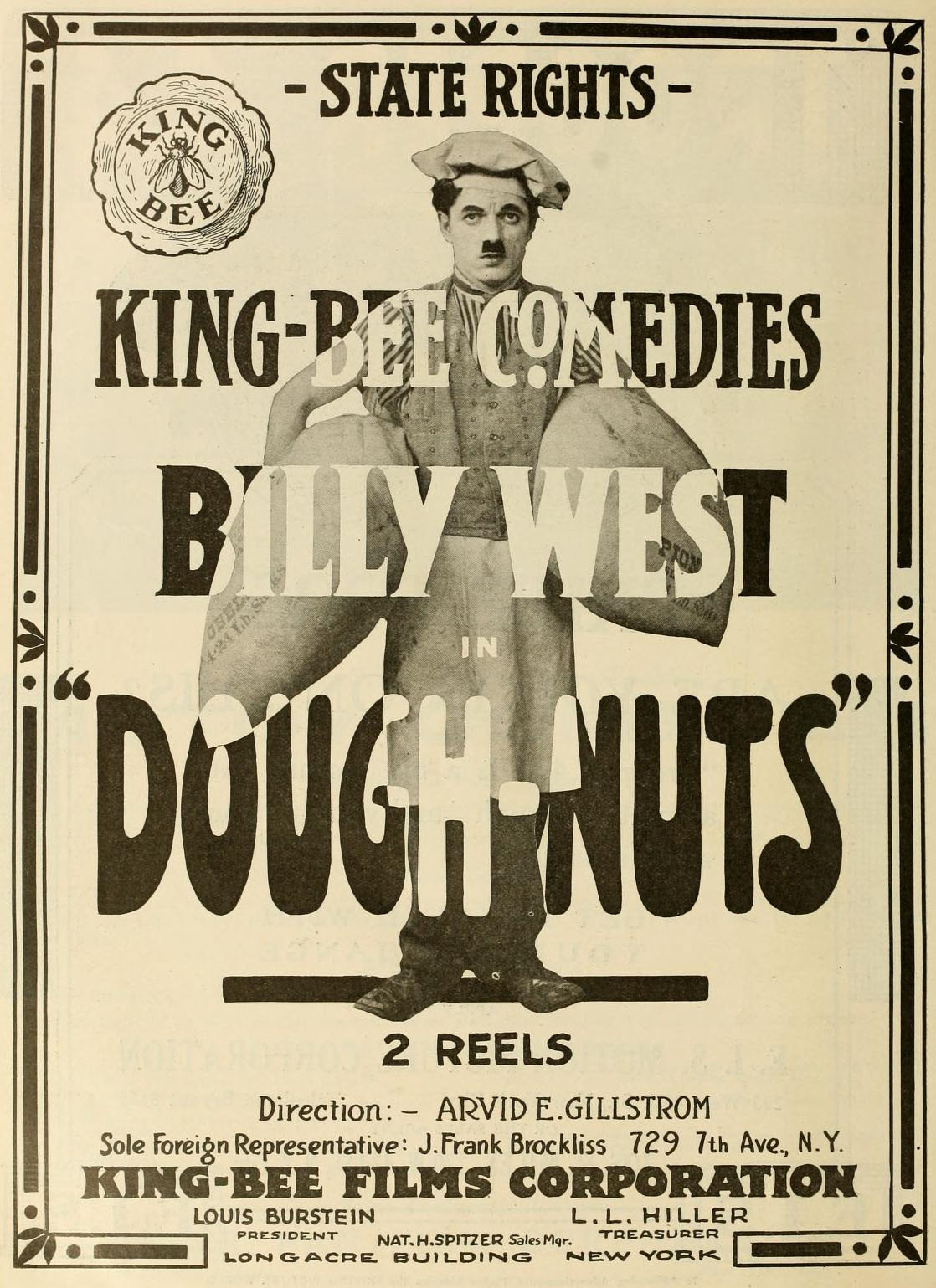
"Dough Nuts" の広告（1917年）

インターネット・ムービー・データベースのデータによる。
- His Waiting Career (1916)[32]
- The Hero (1917)[33]
- Dough Nuts (1917)[34]
- Cupid's Rival (1917)[35]
- The Villain (1917)[36]
- The Millionaire (1917)[37]
- The Goat (1917)[38]
- The Fly Cop (1917)[39]
- The Chief Cook (1917)
- The Candy Kid (1917)[40]
- The Hobo (1917)[41]
- The Pest (1917)[42]
- The Band Master (1917)[43]
- The Slave (1917)[44]
- The Stranger (1918)[45]
- Bright and Early (1918)[46]
- The Rogue (1918)[47]
- His Day Out (1918)[48]
- The Orderly (1918)[49]
- The Scholar (1918)[50]
- The Messenger (1918)[51]
- The Handy Man (1918)[52]
- The Straight and Narrow (1918)[53]
- Playmates (1918)[54]
- Beauties in Distress (1918)[55]
- Service Stripes (1921)[56]
- The Conquering Hero (1921)[57]
- Rivals (1925)[58]
- The Joke's on You (1925)[59]
- Hard Boiled Yeggs (1926)[60]
- 鷲の影の秘密（英語版）(1932)[61][62]
- Gold Diggers of 1933 (1933)[63]
- Motive for Revenge (1935)[64]
- She Couldn't Take It (1935)[65]